# La fine dell'eternità
La fine dell'eternità (The End of Eternity) è un romanzo di fantascienza di Isaac Asimov del 1955.
Non è ambientato nel ciclo della Fondazione né fa parte delle sue storie sui robot positronici. Tuttavia il romanzo, secondo numerosi appassionati ricostruttori delle cronologie asimoviane, ne costituisce il presupposto narrativo ed è anzi la chiave di volta dei successivi cicli di romanzi dell'autore.

## Storia editoriale
Il romanzo è stato tradotto in tedesco, russo, francese, danese, giapponese, slovacco, neogreco, turco, svedese, finlandese, ucraino, serbo, catalano, rumeno, portoghese, ebraico, coreano, polacco, ceco, cinese, ungherese, oltre che in italiano.
Il romanzo nacque dalla rielaborazione di un racconto che Asimov aveva finito di scrivere nel 1954. La rivista Galaxy rifiutò la pubblicazione e Asimov, in seguito ai consigli ricevuti, ne trasse un romanzo con lo stesso titolo. Il racconto, insieme ad altre due opere brevi, verrà pubblicato nella raccolta di racconti Fantasimov (The Alternate Asimovs, 1980).

## Trama
L'Eternità è un'entità fuori dal tempo lineare che si estende attraverso milioni di secoli. I suoi membri, chiamati Eterni, sono reclutati da vari punti della storia e addestrati per apportare "Cambiamenti di Realtà" minori e maggiori che influenzano il corso degli eventi. Questi cambiamenti sono basati su complessi calcoli di probabilità e hanno l'obiettivo di ridurre il rischio e aumentare la felicità globale.
Il protagonista, Andrew Harlan, è un Tecnico, uno degli Eterni incaricati di implementare questi cambiamenti. Harlan è particolarmente abile e dedicato al suo lavoro, ma la sua visione rigida e senza compromessi della moralità lo rende spesso in conflitto con altri membri dell'Eternità, che hanno visioni più flessibili e pragmatiche.
Durante una missione nel 482º secolo, Harlan incontra Noys Lambent, una donna proveniente da quell'epoca. Contrariamente alla rigida etica degli Eterni, Harlan si innamora di Noys, un fatto che mette in pericolo la sua carriera e la sua stessa vita nell'Eternità.
Harlan scopre che un futuro cambiamento programmato dall'Eternità comporterà la cancellazione dell'esistenza di Noys. Invece di accettare il destino stabilito dai suoi superiori, Harlan decide di salvarla, contravvenendo alle regole dell'Eternità. Questo atto di ribellione lo mette in rotta di collisione con l'intera organizzazione.
Durante la loro fuga attraverso i secoli, Harlan e Noys scoprono verità sconvolgenti sull'origine dell'Eternità. Viene rivelato che l'Eternità è stata creata da un gruppo di scienziati nel 27º secolo, ma il vero scopo dell'organizzazione è molto più sinistro di quanto sembri. I Cambiamenti di Realtà effettuati dagli Eterni non stanno solo migliorando la vita umana, ma stanno anche sopprimendo l'innovazione e il progresso, mantenendo l'umanità in uno stato di stagnazione controllata.
Harlan, con l'aiuto di Noys, si rende conto che l'umanità deve essere libera di evolvere senza l'interferenza degli Eterni. Decidono di distruggere l'Eternità per permettere un futuro in cui l'umanità possa progredire liberamente. Harlan scopre che Noys è in realtà una persona del futuro, inviata per assicurarsi che l'Eternità venga distrutta e che l'umanità possa avanzare senza i vincoli temporali imposti.
Alla fine, Harlan e Noys riescono nel loro intento: l'Eternità viene cancellata e l'umanità è finalmente libera di percorrere il proprio cammino evolutivo senza manipolazioni esterne.

## Critica
La storia apparve direttamente in formato romanzo benché Asimov avesse tentato di pubblicarla a puntate su riviste, secondo la formula che aveva portato al successo la sua saga della Fondazione. L'opera non ottenne la dovuta attenzione al Premio Hugo degli anni 1955-1956, non guadagnando alcun riconoscimento. In realtà la vicenda narrata da Asimov risultava fin troppo originale e slegata dal mainstream fantascientifico di quegli anni, ottenendo la dovuta attenzione solo più tardi. Oggi viene considerata una delle opere migliori di Asimov: in essa, infatti, l'autore diversamente dai canoni delle sue produzioni più celebri mette in primo piano le vicende dei personaggi e costruisce un romanzo in un certo senso distopico con una brillante apologia del valore dell'ingegno e della creatività umana. L'intreccio complesso ma scorrevole e movimentato, altra formula in contrasto con i canoni dell'autore, è – come ha affermato Giuseppe Lippi nella sua prefazione all'edizione italiana dell'opera – impregnato di una nota claustrofobica arricchita da un senso pressante di urgenza che lo rende un'esperienza annichilente per il lettore e conserva tutt'oggi la sua intensità e carica riflessiva.

## Opere derivate
Nel 1976 è stato realizzato A halhatatlanság halála, film per la TV di produzione ungherese, diretto da András Rajnai;
Nel 1987 è stato realizzato il film di produzione sovietica Konets vechnosti, diretto da Andrey Yermash.

## Edizioni
- Isaac Asimov, The End of Eternity, 1955.

principali edizioni in lingua italiana
- Isaac Asimov, La fine dell'eternità, traduzione dall'inglese di Beata della Frattina, Milano: A. Mondadori, 1956 (in Urania 119, Urania 572, Classici Urania 60)
- Isaac Asimov, La fine dell'eternità, traduzione di Ugo Malaguti, Bologna: Libra, 1975 (in I Classici della Fantascienza 19)
- Isaac Asimov, La fine dell'eternità, nuova traduzione integrale e introduzione di Giuseppe Lippi, Milano: A. Mondadori, 1987 (in Oscar Mondadori 1944, Oscar Bestsellers 523)
- Isaac Asimov, La fine dell'eternità, traduzione di Gaetano Staffilano, Milano: A. Mondadori, 1988 (in Urania 1087, Oscar Fantascienza 96, Tutti i racconti Vol. 3)
- Isaac Asimov, La fine dell'eternità, Cronache della galassia, illustrazioni di Walter Casiraghi, Roma: Editalia, 2000
- Isaac Asimov, La fine dell'eternità, legge: Vittorio Rizzini, Feltre: Centro Internazionale del Libro Parlato, 2010